# Горња шупља вена
Горња шупља вена је главни венски крвни суд горње половине тела, који доводи венску крв богату угљен-диоксидом из главе, врата, горњих екстремитета и органа грудног коша у десну преткомору срца. Настаје спајањем леве и десне брахиоцефаличне вене.

## Особине
Горња шупља вена је кратак али велики крвни суд дужине око 7 cm и ширине око 20-25 mm. Њен почетак налази се у нивоу првог десног међуребарног простора уз грудну кост, затим силази скоро вертикално десном ивицом грудне кости до нивоа 3. ребарне хрскавице, где се улива у горњи зид десне преткоморе срца. 

## Односи
Леву страну горње шупље вене додирује усходни део аорте. Испред вене и нешто улево лежи грудна жлезда, такође десни пречажни живац се налази испред ове вене, нешто удесно. Десно од вене налази се врх десне плућне марамице (лат. cupola pleure) и врх десног плућа, на коме горња шупља вена оставља свој отисак.
Позади горње шупље вене десни плућни корен са десном плућном, десни десним бронхом и десном горњом плућном веном.
У средњи део вене улива се вена азигос. Доњи део вене налази се у срчаној марамици.

## Поремећаји
- Венски застој
- Инсуфицијенција трикуспидалног ушћа